# Salidas y saludos
Salidas y saludos lub Saludos (pl. "Wyjścia i powitania" lub "Powitania") – czarno-biały, niemy film Eduard Jimeno Correas i jego ojca, Eduard Jimeno Peromarta, nakręcony w Saragossie 18 października 1896 roku.
Film stanowił kontynuację obrazu Salida de misa de doce del Pilar de Zaragoza, uznawanego za pierwszy hiszpański film. Podobnie jak pierwszy film Salidas y saludos przedstawiał ludzi opuszczających Bazylikę Matki Bożej z Kolumny; jednak o ile w Salida de misa... ludzie nie byli świadomi obecności kamery, o tyle w kontynuacji wiedzieli, że są filmowani i pomachali widzom ze schodów.
Oba filmy twórców były początkiem serii hiszpańskich filmów, ukazujących ludzi opuszczających kościół po zakończonej mszy.